# Красный (Астраханская область)
Красный — посёлок в Володарском районе Астраханской области России.Входит в состав Тишковского сельсовета.

## История
В «Списке населенных мест Российской империи» 1859 года Красный упомянут как временное поселение при рыбном заводе Астраханского уезда (2-го стана) на берегу Каспийского моря, расположенное в 82 верстах от губернского города Астрахани. В Тишкове насчитывалось 29 дворов и проживало 164 человека (80 мужчин и 84 женщины).

## География
Посёлок находится в юго-восточной части Астраханской области, южнее протоки Красная дельты реки Волги, на расстоянии примерно 37 километров (по прямой) к юго-юго-востоку (SSE) от посёлка Володарский, административного центра района. Абсолютная высота — 26 метров ниже уровня моря.
Климат умеренный, резко континентальный. Характеризуется высокими температурами летом и низкими — зимой, малым количеством осадков, а также большими годовыми и летними суточными амплитудами температуры воздуха.

## Население
| 2002 | 2010 |
| ---- | ---- |
| 173  | →173 |

По данным Всероссийской переписи, в 2010 году численность населения посёлка составляла 173 человек (83 мужчины и 90 женщин). Согласно результатам переписи 2002 года, в национальной структуре населения казахи составляли 83 %.
| Национальность | Численность (2010) | Процент |
| -------------- | ------------------ | ------- |
| Казахи         | 154                | 89,5%   |
| Русские        | 11                 | 6,4%    |
| Корейцы        | 6                  | 3,5%    |
| Татары         | 4                  | 2,3%    |
| Грузины        | 3                  | 1,7%    |
| Всего          | 172                | 100%    |

## Инфраструктура
В посёлке функционирует фельдшерско-акушерский пункт.

## Улицы
Уличная сеть посёлка состоит из одной улицы (ул. Полевая).